# Carina (sång)
Carina är en sång från 2008, skriven av Christian Antblad och Mats Ymell som framfördes av Larz-Kristerz. Den presenterades via TV-programmet Dansbandskampen och blev under tidigt 2009 en framgångsrik singel.

## Historik
"Carina" framfördes första gången av Larz-Kristerz i Dansbandskampens final den 20 december 2008. Låten släpptes som singel den 28 januari 2009, och finns även med på bandets album Hem till dig från 2009.
Den 6 februari 2009 toppade singeln den svenska singellistan. Därmed blev Larz-Kristerz första dansband att toppa den svenska singellistan.
Låten gick in på Svensktoppen den 22 februari 2009, där den sedan låg kvar i 10 veckor och som bäst nådde plats 3.
Bengt Hennings framförde sin version av låten i Bingolotto den 18 januari 2009, och spelade även in den på albumet Låt kärleken slå till 2009, då med titeln "Carina (jag måste ringa)". Larz-Kristerz framförde även en jazzversion av låten under Babben & Co 2009.
Den 12 juli 2009 tilldelades låten dansbandspriset Guldklaven för "Årets låt" under Svenska dansbandsveckan i Malung.
I Dansbandskampen 2009 användes låten som slutmelodi, och framfördes då i varsin version av The Playtones och Titanix, där The Playtones vann, medan Larz-Kristerz-medlemmarna stod vid sidan och hejade på. Under ett pausnummer i Dansbandskampen 2010 medverkade Larz-Kristerz själva, utom tävlan, och framförde låten.

## Listplaceringar
| Lista (2009) | Topplacering |
| ------------ | ------------ |
| Sverige      | 1            |